# Blois grófjainak listája

Blois grófjainak eredeti címere.

Blois grófjainak későbbi címere (Blois-Châtillon-ház).

A Blois grófság központja Blois város volt, amely Párizstól délre található. A grófság másik jelentős városa Chartres. A Blois-i Grófság uralkodói egy időben a champagne-i grófok, a Châtillonok (akik leginkább Blois-ban tartózkodtak) majd később a francia királyi család tagjai voltak. A grófság 1391-től végleg az ő tulajdonukba ment át. A százéves háború során Jeanne d’Arc bázisa volt az angolok elleni küzdelmek során.
A grófság területe időben változott. Az északi, Normadiával határos részt időnként a blois-i grófok külön kezelték Chartres-i Grófság néven, de mindig a blois-i grófok uralkodtak itt. 1291-ben végül Johanna grófnő adta el ezt a területet a koronának. 1439-ben a Chateaudun körüli területekből alakították ki a Dunois-i Grófságot, Jean Dunois részére.

## Blois grófjainak listája

### Blois grófjai 830 - 944
- Vilmos (?–834)
- Odó (?–871)
- Róbert (865–866)
- Theobald (? - kb. 944)

### Blois és Chartres grófjai
- I. Theobald (kb. 944–975)
- I. Odó (975–995)
- II. Theobald (995–1004)
- II. Odó (1004–1037), emellett Troyes grófja
- III. Theobald (1037–1089), emellett Troyes grófja
- István Henrik (1089–1102), emellett Meaux grófja
- Együgyű Vilmos (1102-1107), Sully grófja
- IV. Theobald (1107–1152), emellett Champagne grófja
- V. Theobald (1152–1191)
- I. Lajos (1191–1205)
- VI. Theobald (1205–1218)
- Margit (1218–1230)
  - férje, Walter (1218–1230)
- Mária (1230–1241)
  - férje, I. Hugó (1230–1241)
- I. János (1241–1279)
- Johanna (1279–1292)
- II. Hugó (1292–1307)
- I. Guidó (1307–1342)
- II. Lajos (1342–1346)
- III. Lajos (1346–1372)
- II. János (1372–1381)
- II. Guidó (1381–1397)
- IV. Lajos (1397–1407), Orléans-i herceg
- I. Károly (1407–1465), Orléans-i herceg
- V. Lajos (1465–1498), Orléans-i herceg és francia király
- Gaston (1626–1660), Orléans-i herceg
- ezt követően a királyi birtokok része.